# Benifairó de les Valls
Benifairó de les Valls (spanisch Benifairó de los Valles) ist eine Gemeinde (municipio) mit 2.318 Einwohnern (Stand: 2024) in der spanischen Provinz Valencia. Sie befindet sich in der Comarca Camp de Morvedre. Die Gemeinde entstand 1906.

## Geografie
Benifairó de les Valls liegt etwa 30 Kilometer nordnordöstlich von Valencia in einer Höhe von ca. 35 m nahe der Mittelmeerküste. 

## Bevölkerungsentwicklung
| Jahr      | 1920 | 1950 | 1970 | 1981 | 1991 | 2001 | 2011 | 2021 |
| Einwohner | 978  | 1367 | 1742 | 1940 | 1962 | 1938 | 2200 | 2268 |

## Sehenswürdigkeiten
- Ägidienkirche (Iglesia de San Gil Abad)
- Marienkapelle
- Palast (Casa Palacio de los Vives de Cañamás)
- Rathaus

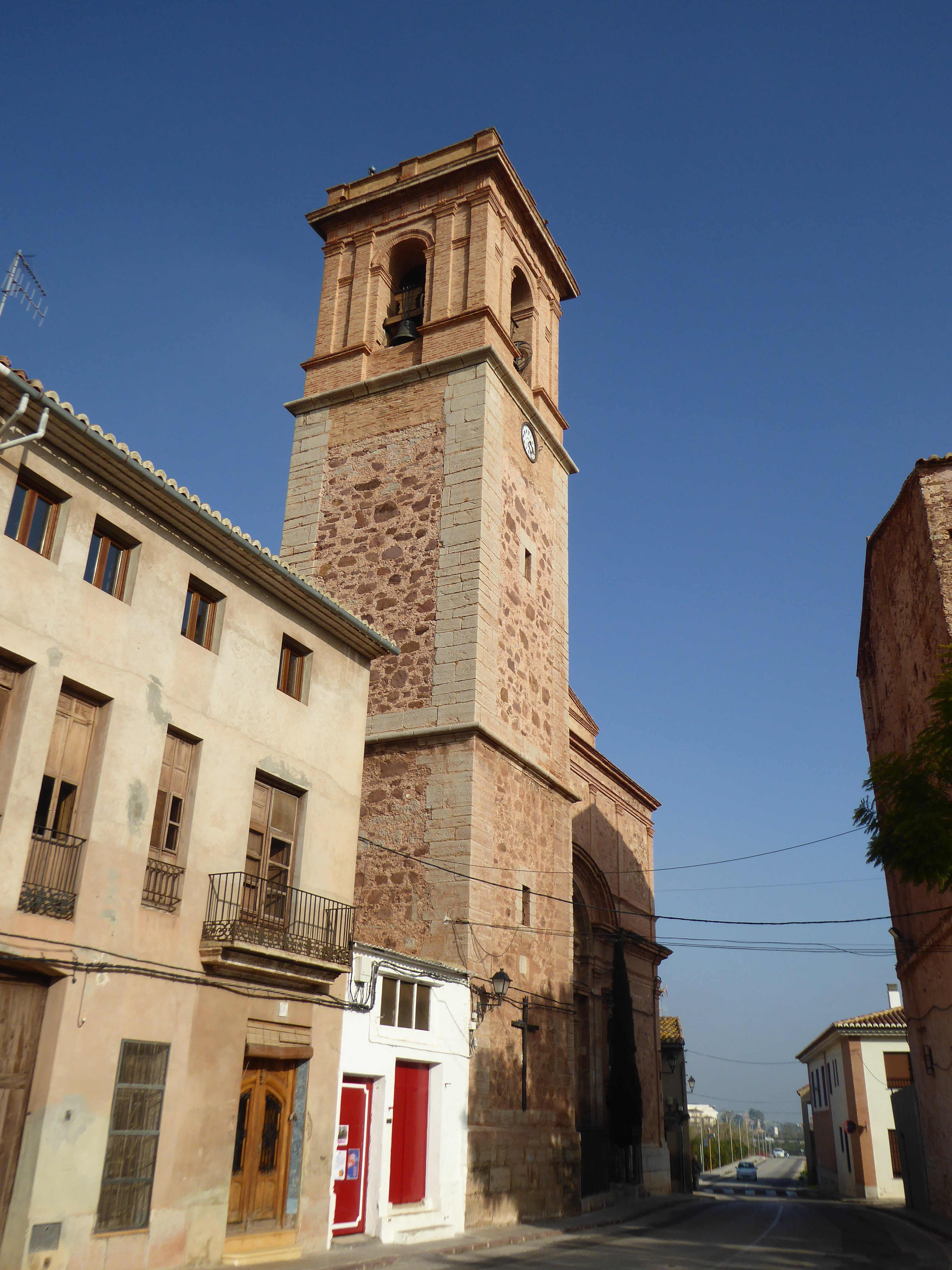
Ägidienkirche
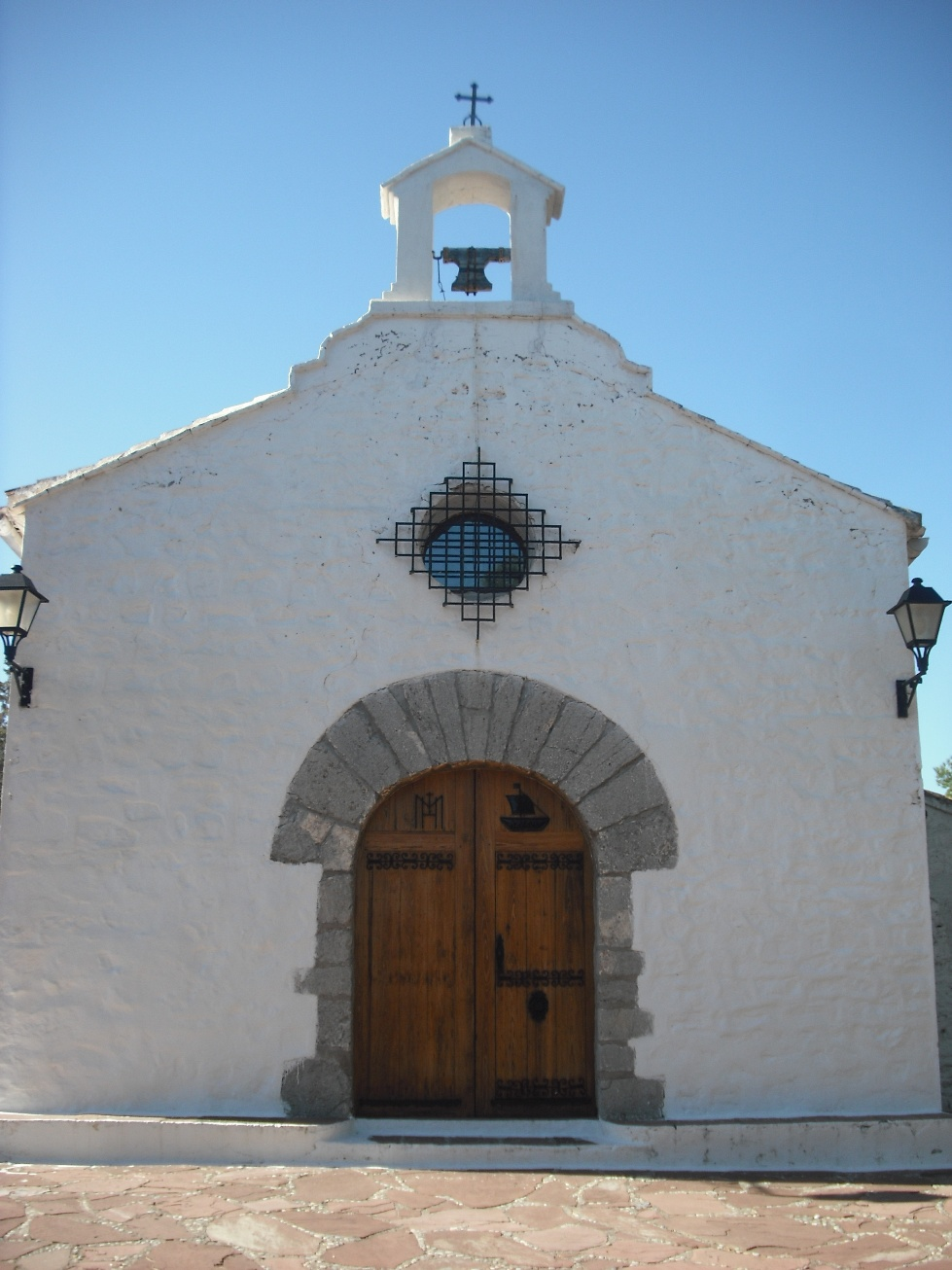
Marienkapelle
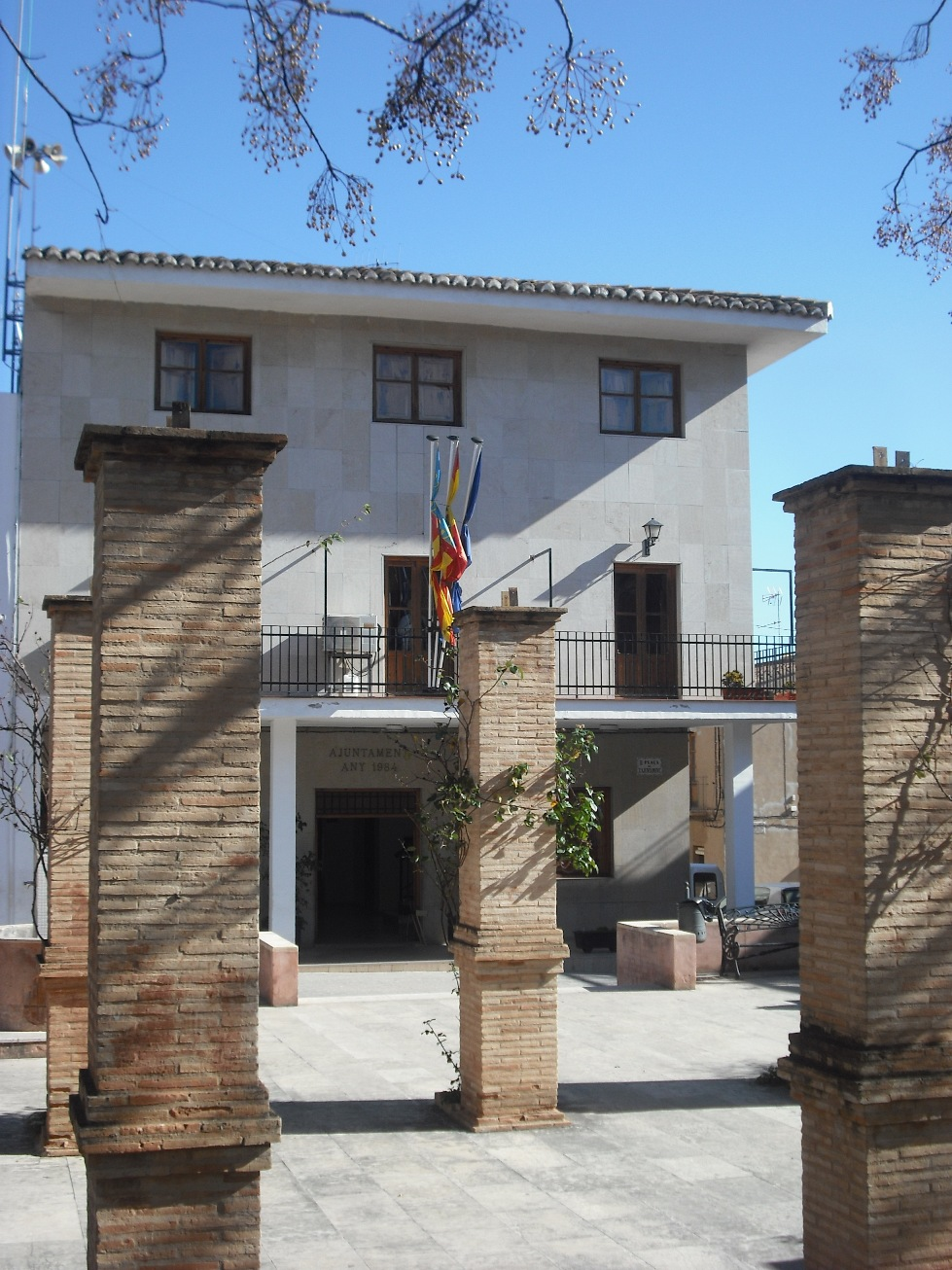
Rathaus

## Persönlichkeiten
- Alonso Sánchez Coello (1531/1532–1588), Maler
- Julián Gorkin (1901–1987), Revolutionär
- Lluís Guarner (1902–1986), Schriftsteller